# Чулуканас
Чулуканас (исп. Chulucanas) — город в регионе Пьюра, Перу. Город расположен в долине Пьюра к северу от слияния рек Чараналь и Пьуро. Чулуканас — административный центр одноимённого района и провинции Морропон.
Город славится своей керамикой ещё со времён инков, сегодня городская керамика экспортируется по всему миру, также керамика Чулуканаса входит в число семи продуктов, выпуск которых поддерживается на государственной основе через Центр технологических инноваций. Превалирует в продукции керамика белого и чёрного цветов. Помимо производства керамики в городе есть также несколько крупных и множество мелких производств, расположенных как непосредственно в городе, так и в деревне Кватро-Эскинас на его окраине.
Главный праздник города — Фиеста-де-Кристо отмечается на Пасху.
В Чулуканасе осуществляет деятельность Викторс Вижн — некоммерческая организация, которая обеспечивает перуанских студентов дополнительной академической поддержкой и выделяет дополнительные стипендии в помощь студентам для окончания колледжа или университета.